# چال‌لی (گوراویماق)
چال‌لی {{ترکی|Çallı) (به کردی: Pertûk) یک منطقهٔ مسکونی در ترکیه است که در گوراویماق واقع شده‌است. چال‌لی ۱۳۶ نفر جمعیت دارد.